# Suy ngẫm về Triết học Tiên khởi
Suy ngẫm về Triết học tiên khởi, với tựa đề con Chứng minh sự tồn tại của Chúa trời và sự khác biệt thực sự giữa tâm và thân, (tên Latinh: Meditationes de prima philosophia, in qua Dei existentia et animae immortalitas demonstrantur) là cuốn sách viết bởi René Descartes được xuất bản lần đầu năm 1641. Nội dung cuốn sách mở rộng hệ thống triết học của Descartes mà ông đã giới thiệu lần đầu trong cuốn Phương pháp luận (1637).
Cuốn sách bao gồm 6 tự luận, trong đó, Descartes loại bỏ mọi niềm tin không tuyệt đối xác định, rồi cố gắng xác lập những gì mà ta có thể tin chắc.

## Các tự luận

### Tự luận I: Về những gì ta có thể nghi ngờ
Trong Tự luận I, tác giả sử dụng ngôi thứ nhất và văn phong biện chứng, từng bước xé bỏ các kiến giải bằng một nguyên tắc thông suốt. Nguyên tắc đó là: ta nên kiềm chế để không khẳng định những điều không xác định, như thể nó là sai vậy. Tuy nhiên, ông công nhận rằng tâm thức có thói quen tin vào những gì nó nhận thức được, và do đó, ý chí phải cẩn trọng giả thiết rằng mọi niềm tin có sẵn đều có thể sai. Để hỗ trợ luận đề đó, ông bàn về ba cấp độ: cảm giác, giấc mơ, và giả thuyết về con quỷ dối lừa.
Mặc dù cả ba đều có thể làm sai lạc nhận thức của chúng ta, Descartes xác nhận rằng chúng không có đủ năng lực để làm sai lạc được sự kiện rằng ta "có vẻ như" đang nhận thức. Năng lực tư duy và tồn tại cũng được xem là bất khả xâm phạm.

### Tự luận II: Về bản chất của tâm thức con người - cái được hiểu biết nhiều hơn là thể xác
Trong Tự luận II, Descartes đưa ra một giải thích về hình thái của tư tưởng, đôi khi còn được gọi là chủ nghĩa đại diện, để tiếp nối các nghi ngờ trong Tự luận I. Ông xác định năm bước trong lý thuyết này:
1. Ta chỉ có thể tiếp cận thế giới các ý niệm của ta; các sự vật trong thế giới tự nhiên chỉ có thể được tiếp cận một cách gián tiếp.
2. Các ý niệm này được hiểu là bao gồm mọi nội dung của trí tuệ, trong đó có nhận thức, hình dung, ký ức, khái niệm, niềm tin, chủ ý, quyết định, v.v..
3. Các ý niệm đại diện cho các sự vật tách rời chính các ý niệm đó.
4. Những sự vật được đại diện này nhiều khi "nằm ngoài" trí tuệ.
5. Các ý niệm này có thể đại diện một cách chính xác hoặc sai lạc.

Descartes lý luận rằng lý thuyết đại diện này tách rời thế giới khỏi trí tuệ, dẫn tới sự cần thiết có một dạng cầu nối giữa hai bên và mang lại những lý do chính đáng để tin rằng các ý niệm đại diện chính xác thế giới bên ngoài. Có thể thấy tấm ván đầu tiên mà ông dùng để xây dựng cây cầu này trong trích đoạn sau:
Descartes, Tự luận II: Về bản chất của tâm thức con người - cái được hiểu biết nhiều hơn là thể xác
Nói cách khác, ý thức của một người hàm ý sự tồn tại của người đó. Tại một trong các trả lời của  Descartes tới các bình luận phản đối cuốn sách, ông đã tóm tắt điều đó trong một câu nói nổi tiếng Tôi tư duy, nên tôi tồn tại.
Khi đã chắc chắn được về tự tồn tại của mình, Descartes tìm cách tìm hiểu "tôi" là gì. Ông chối bỏ phương pháp truyền thống là tìm kiếm một định nghĩa vì sau đó các từ trong định nghĩa  sẽ cần được định nghĩa. Ông tìm các thuật ngữ đơn giản mà không cần phải được định nghĩa mà nghĩa của chúng chỉ cần "nhìn là thấy". Từ đó, các sự thật hiển nhiên, các thuật ngữ phức tạp có thể được xây dựng.
Điểm đầu tiên trong các sự thật hiển nhiên này là chứng minh của Descartes về sự tồn tại được xem xét lại từ một cách nhìn mới:
Descartes, Tự luận II: Về bản chất của tâm thức con người - cái được hiểu biết nhiều hơn là thể xác
Để định nghĩa bản thân rõ hơn, Descartes tìm đến ví dụ về sáp nến. Ông khẳng định rằng sáp nến không  phải là sáp nến vì màu sắc, hình dạng hoặc kết cấu bề mặt, do tất cả những đặc điểm đó đều có thể thay đổi nhưng chất đó vẫn là sáp nến. Do đó, ông phân biệt giữa nhận thức thông thường và đánh giá. Hiện thực của sáp nến được "lĩnh hội, không phải bằng các giác quan hay năng lực hình dung trí tuệ, mà chỉ bằng hiểu biết." Khi ta hiểu các nguyên lý toán học của chất, chẳng hạn nó giãn nở do nhiệt độ cao, hình dạng và cơ chế, thì tri thức về sáp nến mới có thể rõ ràng và xác thực.
Nếu một chất chẳng hạn sáp nến có thể được hiểu theo kiểu này, thì bản thân chúng ta cũng có thể được hiểu một cách tương tự. Khi đó, bản thân ta không được xác định bằng những gì ta cảm nhận về chính mình - cánh tay này, cái đầu này, đôi mắt này - mà bằng những điều ta suy nghĩ. Do đó, ta "không thể nắm bắt cái gì dễ dàng hơn hoặc rõ ràng hơn tâm thức của chính mình".

### Tự luận III: Về sự tồn tại của Chúa trời
Trên nền tảng rằng "Tôi tồn tại", trong Tự luận III', Descartes tìm cách chứng minh rằng "Tôi không cô độc". Trong quá trình đó, ông giải bài toán hoài nghi về các tiêu chí bằng lý lẽ sau:
1. Tôi tồn tại như là một thực thể tư duy.
2. Làm thế nào để tôi chắc chắn về điều đó?
3. Vì tôi hiểu nó rõ ràng và xác thực đến mức nó không thể sai được.
4. Bất cứ cái gì được hiểu một cách rõ ràng và xác thực đều là đúng.

Tiếp theo, trước khi tiếp tục các lý lẽ của mình, Descartes sắp xếp lại nội dung của tâm thức con người thành các ý niệm và các ý niệm hành động.  Có ba nguồn gốc có thể của các ý niệm; chúng là bẩm sinh, hoặc thu được từ bên ngoài bản thân, hoặc được bản thân tạo ra. Các ý niệm hành động được tạo từ các nhận xét, ý muốn và cảm xúc. Ông cũng phân biệt giữa thực tại hình thức và thực tại chủ quan. Thực tại hình thức là những gì có thực (chẳng hạn một con hươu cao cổ thật)  hoặc một suy nghĩ thật về một con hươu cao cổ). Còn thực tại chủ quan đại diện cho các ý niệm tự tạo (ví dụ thần núi hay ngựa một sừng).
Sử dụng tiêu chí "rõ ràng và xác thực", Descartes tìm cách chứng minh ông không cô độc bằng cách chứng minh rằng Chúa tồn tại. Ông chọn phương pháp này vì nếu không có kiến thức về việc Chúa có tồn tại hay không hoặc Chúa có phải một kẻ lừa dối hay không, sẽ không có cách nào để bàn về thách thức của thực tại về kẻ lừa dối đầy quyền năng. Để làm được điều đó, đầu tiên ông thiết lập một nguyên lý nhân quả: Mức độ thực tế trong nguyên nhân ít nhất cũng phải bằng mức độ thực tế trong kết quả. Ví dụ, nếu một suy nghĩ về một con voi được gây ra bởi bức tranh vẽ một con voi, thì bức tranh đó phải có mức độ thực tế không nhỏ hơn suy nghĩ kia. Nếu không, nó đã không thể tạo ra suy nghĩ đó.
Sử dụng nguyên lý nhân quả này, trong Tự luận III, Descartes đưa ra hai lý lẽ bản thể học về sự tồn tại của Chúa trời. Lý lẽ thứ nhất bắt đầu bằng sự thật rằng mỗi người trong chúng ta đều có một ý niệm về Chúa trời, lý lẽ thứ hai bắt đầu với sự thật rằng bản thân ta tồn tại.
Lý lẽ 1
1. Tôi có một ý niệm về Chúa trời (một bản thể hoàn hảo vô cùng).
2. Ý niệm đó phải có một nguyên nhân.
3. Không có cái gì đến từ hư vô.
4. Nguyên nhân phải có mức độ thực tế không kém ý niệm.
5. Tôi không hoàn hảo vô cùng.
6. Tôi không thể là nguyên nhân của ý niệm đó.
7. Phải có một nguyên nhân mà nó là hoàn hảo vô cùng.
8. Chúa trời tồn tại.

Lý lẽ 2
1. Tôi tồn tại.
2. Sự tồn tại của tôi phải có một nguyên nhân.
3. Nguyên nhân đó phải là một trong các khả năng sau:

a) chính bản thân tôi
b) tôi vẫn luôn luôn tồn tại
c) cha mẹ tôi hay cái gì đó không hoàn hảo bằng Chúa trời
d) Chúa trời
1. Không phải a. Nếu tôi đã tạo ra chính mình thì tôi đã làm cho bản thân hoàn hảo.
2. Không phải b. Việc tôi đã luôn tồn tại không dẫn đến được chuyện tôi hiện đang tồn tại, trừ khi có một nguyên nhân nào đó đã bảo tồn tôi.
3. Không phải c. Nguyên nhân đó hẳn phải hoàn hảo không kém tôi và lại được tạo ta từ một nguyên nhân khác. Điều này dẫn tới một sự hồi quy vô hạn.
4. d. Chúa trời tồn tại. Quá trình truy ngược tìm nguyên nhân kết thúc tại một nguyên nhân cuối cùng - một cái sở hữu sự tồn tại tự thân (self-existence) hoàn hảo và sở hữu mọi điều hoàn hảo mà từ đó đã xuất phát ý niệm của tôi.

Từ các lý lẽ này, Descartes cảm thấy rằng ông đã chứng minh ông không đơn độc trong vũ trụ vì còn có Chúa trời - một bản thể hoàn hảo, quyền năng và mẫn tuệ vô cùng. Không những thế, ông còn chứng minh được rằng vị Chúa trời này không thể là kẻ lừa dối:
Descartes, Tự luận III: Về sự tồn tại của Chúa trời

### Tự luận IV: Về đúng và sai
Các kết luận của các Tự luận khác rằng cả "tôi" và "Chúa trời" đều tồn tại dẫn đến một vấn đề khác:
Nếu Chúa trời nhân hậu vô cùng và là nguồn gốc của mọi điều thiện, thì bằng cách nào mà sai lầm và lừa dối lại có chỗ để tồn tại? Descartes cố gắng trả lời câu hỏi này trong Tự luận IV.
Descartes, Tự luận IV: Về đúng và sai
Dàn lý lẽ của ông tập trung vào Cây sự sống (Great Chain of Being - scala naturae), trong đó cái thiện hoàn hảo của Chúa trời tương ứng với thực thể hoàn thiện của Ngài. Còn đầu kia của thước đo là sự trống rỗng hoàn toàn, đó cũng chính là cực điểm của cái ác. Do đó, con người là một trung gian ở giữa hai cực điểm đó, không "thực" hay "thiện" bằng Chúa trời, nhưng "thực" và "thiện" hơn sự trống rỗng. Do đó, lầm lỗi (như là một phần của cái ác) không phải là một thực tại tích cực, nó chỉ là sự vắng mặt của cái đúng. Theo cách đó, sự tồn tại của nó là được phép trong hoàn cảnh của một vị Chúa trời không bao giờ lầm lỗi.
Descartes, Tự luận IV: Về đúng và sai
Descartes còn thừa nhận hai điểm có thể cho phép khả năng ông có thể sai lầm. Trước hết, ông ghi nhận rằng rất có thể tri thức hạn chế của ông ngăn cản ông hiểu được tại sao Chúa trời lại quyết định tạo ra ông theo cách mà ông có thể phạm sai lầm. Nếu ông có thể thấy những gì Chúa thấy, với một tầm nhìn vô tận và đầy đủ, có lẽ ông sẽ có thể đánh giá được khả năng phạm lỗi của mình là lựa chọn tốt nhất. Ông dùng điểm này để tấn công cấu trúc nguyên nhân Aristotle. Như Aristotle đã miêu tả, nguyên nhân cuối cùng của một đối tượng là nguyên do để nó tồn tại. Nhưng Descartes khẳng định rằng vì ông không có khả năng thấu hiểu tâm thức của Chúa trời, nên qua khoa học ta không thể hiểu được hoàn toàn nguyên do (tại sao) mà chỉ có thể hiểu được cơ chế (bằng cách nào).
Descartes, Tự luận IV: Về đúng và sai
Thứ hai, ông nhận ra rằng Chúa trời có khả năng sáng tạo nhiều thứ mà ông chắc chỉ là một phần của chúng. Có lẽ sai sót chỉ biểu hiện khi nhìn từng cá thể và được hóa giải khi nhìn toàn thể.
Descartes, Tự luận IV: Về đúng và sai
Cuối cùng, Tự luận IV quy nguồn gốc của sai lầm cho sự không nhất quán giữa hai tặng phẩm thần thánh: hiểu biết và ý nguyện. Hiểu biết được cho dưới một dạng không hoàn chỉnh, trong khi về bản chất, ý nguyện chỉ có thể được cho một cách hoàn chỉnh hoặc không được cho. Nếu một người thu được một số hiểu biết nhất định và sau đó "chọn" cách hành động ra ngoài hiểu biết đó, thì người đó phạm sai lầm. Do đó, cả hai tặng phẩm của Chúa trời (hiểu biết và ý nguyện) luôn luôn là điều tốt đẹp, chỉ có việc anh ta sử dụng không đúng đắn mới là sai lầm.
Descartes, Meditation IV: Tự luận IV: Về đúng và sai

### Tự luận V: Về bản chất của các đối tượng vật chất và bàn thêm về sự tồn tại của Chúa trời
Tự luận V mở đầu với mục đích mở rộng "những điều đã biết" về Chúa trời và bản thân để bao hàm cả các đối tượng vật chất bên ngoài. Descartes để dành phần này cho Tự luận V thay cho một điều mà ông cho là nền tảng hơn nhưng theo cùng một hướng: bàn luận về các ý niệm về các sự vật ngoại vi đó. Trong quá trình đó, ông tình cờ gặp một chứng minh logic khác về sự tồn tại của Chúa trời.
Descartes, Tự luận V: Về bản chất của các đối tượng vật chất và bàn thêm về sự tồn tại của Chúa trời
Trong khi cân nhắc các ý niệm về các sự vật bên ngoài này, Descartes nhận ra rằng chúng có thể được chia thành hai nhóm: các ý niệm rõ ràng xác thực, và các ý niệm lộn xộn mơ hồ. Nhóm thứ nhất bao gồm các ý niệm về sự mở rộng, khoảng thời gian và chuyển động. Các ý niệm hình học này không thể bị hiểu sai hoặc bị kết hợp theo một cách làm cho chúng trở nên sai. Ví dụ, nếu ta xây dựng ý niệm về một sinh vật có cái đầu của hươu cao cổ, thân của sư tử và đuôi của một con hải ly, và nếu câu hỏi đặt ra là sinh vật này có ruột già hay không, thì người ta sẽ phải bịa ra câu trả lời. Nhưng, cho dù ta kết hợp hoặc sắp xếp các tính chất toán học như thế nào đi nữa, tổng ba góc của một tam giác vẫn là 180 độ và cạnh lớn nhất vẫn luôn luôn đối diện góc lớn nhất. Do vậy, Descartes phát hiện ra rằng các chân lý này có bản chất của chính mình và hoàn toàn độc lập với suy nghĩ hay kiến giải của con người.
Descartes, Tự luận V: Về bản chất của các đối tượng vật chất và bàn thêm về sự tồn tại của Chúa trời
Trong khi suy nghĩ về sự độc lập của các ý niệm về các đối tượng ngoại vi này, Descartes nhận ra rằng ông chắc chắn về Chúa trời bao nhiêu thì cũng chắc chắn về các khái niệm toán học này bấy nhiêu. Ông khẳng định rằng điều này là tự nhiên, vì chỉ có các ý niệm về Chúa trời mới hàm ý sự tồn tại của Chúa. Ông sử dụng ví dụ về một ngọn núi và một thung lũng. Tuy người ta không thể hình dung một ngọn núi không có thung lũng, điều đó không có nghĩa rằng tồn tại một ngọn núi hay một thung lũng nào đó. Tuy nhiên, điều đó lại có nghĩa rằng núi và thung lũng là không thể tách rời, cho dùng chúng có tồn tại hay không. Còn khi tôi không thể hình dung Chúa trời mà lại cho rằng Chúa không tồn tại, điều đó có nghĩa sự tồn tại không thể tách rời khỏi Ngài. Nói một cách đơn giản, lý lẽ của ông được sắp xếp như sau:
1. Chúa trời được định nghĩa như là một thực thể vô cùng hoàn hảo.
2. Sự hoàn hảo bao hàm sự tồn tại.
3. Vậy, Chúa trời tồn tại.

Tuy Descartes đã khẳng định sự tồn tại của Chúa qua các lý lẽ trước, lý lẽ này cho phép ông giải quyết được bất cứ sự không hài lòng nào mà ông đã có thể có đối với tiêu chí của ông về sự "rõ ràng và xác thực" của sự thật. Với việc sự tồn tại của Chúa trời đã được khẳng định, mọi nghi vấn rằng những gì ta đã từng nghĩ là thực chứ không phải một giấc mơ có thể được loại bỏ. Khi đã nhận thức được điều này, Descartes khẳng định rằng nếu không có tri thức chắc chắn này về sự tồn tại của một thực thể hoàn hảo và tối cao, sự đảm bảo cho bất kỳ một sự thật nào cũng là không thể.
Descartes, Tự luận V: Về bản chất của các đối tượng vật chất và bàn thêm về sự tồn tại của Chúa trời

### Tự luận VI: Về sự tồn tại của các đối tượng vật chất và sự khác biệt thực sự giữa tâm thức và thể xác
Trong Tự luận VI, Descartes bàn về sự tồn tại tiềm tàng của vật chất bên ngoài bản thân và Chúa trời. Đầu tiên, ông thiết lập rằng những đối tượng như vật có thể tồn tại đơn giản chỉ vì Chúa trời có khả năng tạo ra chúng.
Descartes, Tự luận VI: Về sự tồn tại của các đối tượng vật chất và sự khác biệt thực sự giữa tâm thức và thể xác
Biết rằng sự tồn tại của các đối tượng đó là có thể, Descartes dựa vào sự phổ biến của các hình ảnh trí óc để tìm cách chứng minh. Để làm điều này, ông phân biệt giữa hiểu biết thuần túy và hình dung. Hiểu biết là một cái gì đó được hiểu nhưng không được nhìn thấy trong trí óc. Còn các hình dung là những gì được nhìn thấy như là các bức ảnh trong trí óc. Ông giải thích bằng ví dụ sau đây:
Descartes, Tự luận VI: Về sự tồn tại của các đối tượng vật chất và sự khác biệt thực sự giữa tâm thức và thể xác
Tuy nhiên, Descartes chưa đưa ra chứng minh rằng các đối tượng ngoại vi tồn tại, ông mới chỉ ra rằng sự tồn tại của chúng có thể được giải thích một cách thuận  tiện bằng quá trình trí óc đó. Để đạt được chứng minh này, đầu tiên ông xem lại các tiền đề cho các "Tự luận" - rằng không thể tin tưởng các giác quan, và rằng những gì ông được dạy "bởi thiên nhiên" không có mấy tín nhiệm. Tuy nhiên, ông nhìn các luận cứ này trong một ngữ cảnh mới; sau khi viết "Tự luận I", ông đã chứng minh sự tồn tại của chính ông và của một vị Chúa trời hoàn hảo. Do vậy, Descartes nhanh chóng nhảy đến các chứng minh về sự phân chia giữa thể xác và tâm thức và về sự tồn tại của các sự vật vật chất:
Chứng minh rằng thể xác là tách biệt với tâm thức
1. Chúa trời có thể tạo bất cứ cái gì mà tôi có thể nhận thức một cách rõ ràng và xác thực.
2. Nếu Chúa tạo một thứ gì đó để nó độc lập với một thứ khác, chúng sẽ tách biệt với nhau.
3. Tôi hiểu một cách rõ ràng và xác thực về sự tồn tại của tôi như là một thực thể tư duy (mà không đòi hỏi sự tồn tại của một thể xác).
4. Do vậy, Chúa trời có thể tạo một thực thể tư duy độc lập với thể xác.
5. Tôi hiểu một cách rõ ràng và xác thực về thể xác của tôi như là một thứ mở rộng (mà nó không đòi hỏi một tâm thức).
6. Do vậy, Chúa trời có thể tạo một thể xác độc lập với tâm thức.
7. Do vậy, tâm thức của tôi là một thực tại tách biệt khỏi thể xác của tôi.
8. Vậy tôi (một thực thể tư duy) có thể tồn tại mà không cần một thể xác.

Chứng minh về thực tại của các sự vật vật chất ngoại vi
1. Do các giác quan của mình mà tôi có một "xu hướng mạnh" tin vào thực tại của các sự vật vật chất bên ngoài.
2. Chúa trời hẳn đã tạo tôi với bản chất đó.
3. Nếu các sự vật vật chất độc lập không tồn tại, thì Chúa là một kẻ lừa dối.
4. Nhưng Chúa không phải là kẻ lừa dối.
5. Vậy, các sự vật vật chất tồn tại và chứa đựng các tính chất bản chất của chúng.

Sau khi sử dụng hai luận cứ này để xua đi thuyết duy ngã và chủ nghĩa hoài nghi, Descartes dường như đã thành công trong việc định nghĩa thực tại thành ba phần: Chúa trời (vô hạn), các tâm thức, và các sự vật vật chất (hai loại sau đều hữu hạn). Ông kết thúc bằng bàn luận về các chi tiết khác về thực tại mà một số người có thể xem là các mâu thuẫn, chẳng hạn các cảm giác tại các chi bị cụt, bệnh phù (dropsy) và các giấc mơ.

## Phản hồi và phản đối

### Những người phản đối
Descartes đã đưa bản thảo của mình cho một số nhà triết học, thần học và logic học trước khi xuất bản các Tự luận của ông. Các phản đối của họ và các phản hồi của ông (đôi khi dài nhiều trang) đã được kèm theo lần xuất bản thứ nhất của các Tự luận. Do đó, cuộc đối thoại này được coi như một phần của quan điểm của Descartes được biểu đạt trong các Tự luận.
Có bảy phản đối: Nhà thần học người Hà Lan Johannes Caterus (hay Johan de Kater); nhiều nhà thần học và triết học do người bạn và thông tín viên chính của Descartes Friar Marin Mersenne tập hợp; triết gia người Anh Thomas Hobbes; nhà thần học và luận lý học Antoine Arnauld; nhà triết học Pierre Gassendi; một đối chiếu khác bởi Mersenne; và thầy tu dòng Tên Pierre Bourdin.